# Malcolms mekaniska verkstad
 Malcolms mekaniska verkstad  var ett svenskt verkstadsföretag i Norrköping.
Malcolms mekaniska verkstad grundades 1836 av bröderna Andrew (1803–81) och Alexander Malcolm (1809–?) från Skottland, med erfarenhet av textilindustri och från Motala Verkstad.
Företaget hade från 1842 lokaler i en nyuppförd egen fabrik i nära anslutning till Holmens bruk med bland annat smedja, svarv- och filverkstäder samt metall- och stålgjuterier. Det hade en mångsidig tillverkning av maskiner och alla möjliga verkstadsprodukter. Det var framgångsrikt under 1850-talet, men gick i konkurs 1868.